# Orchis hybrida
Orchis hybrida är en orkidéart som först beskrevs av John Lindley, och fick sitt nu gällande namn av Clemens Maria Franz von Boenninghausen och Heinrich Gottlieb Ludwig Reichenbach. Orchis hybrida ingår i släktet nycklar, och familjen orkidéer. Inga underarter finns listade i Catalogue of Life.